# Daktyloskopie

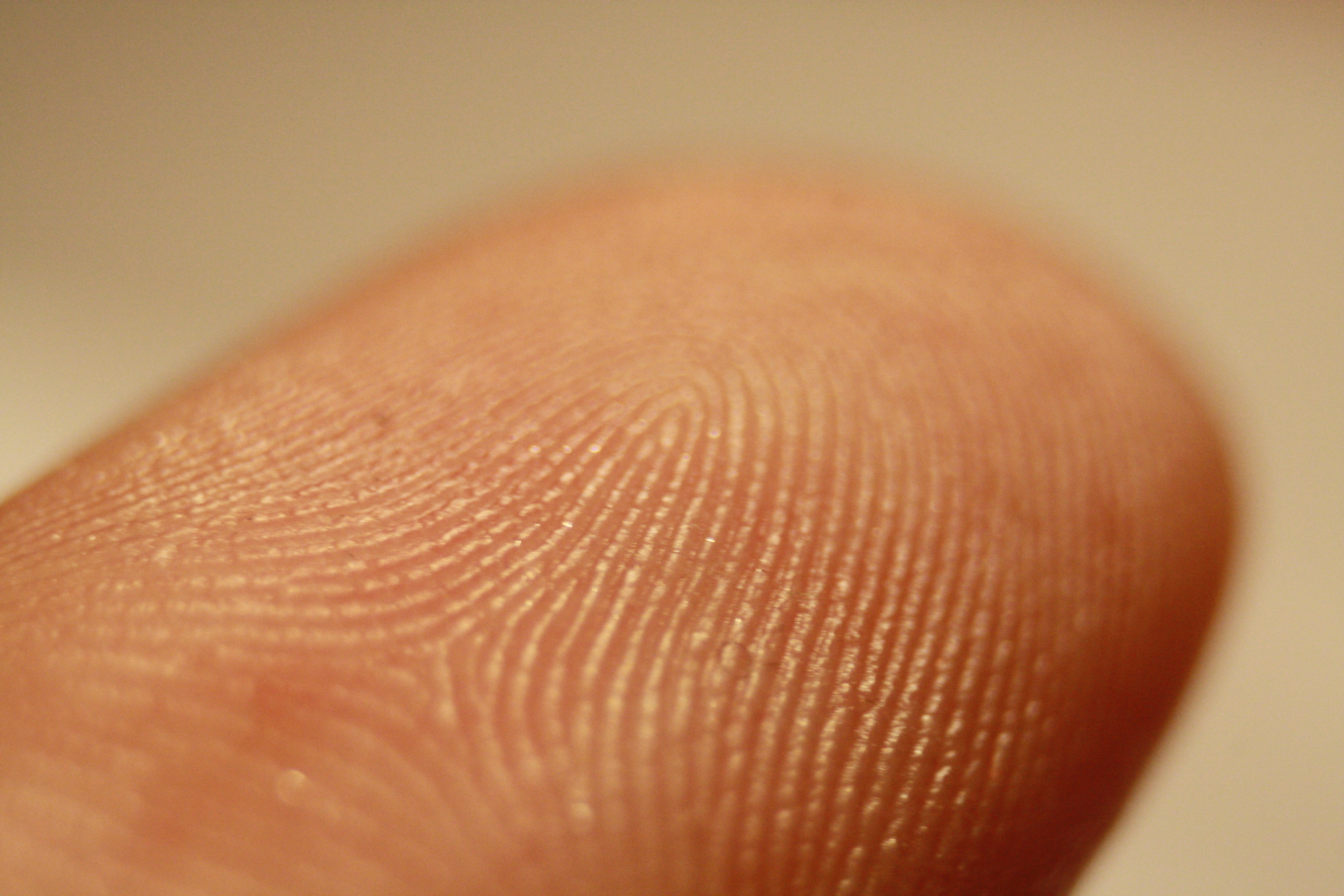
Daktyloskopie je založena na identifikaci drobných linií na bříšku prstu.

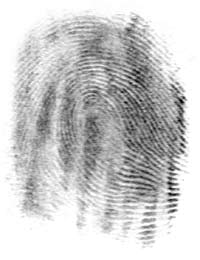
Získaný otisk prstu

Daktyloskopie (též dermatoglyfika) je nauka o kožních papilárních liniích na prstech, dlaních a ploskách nohou. Průběh těchto linií je pro jedince charakteristický a do jisté míry dědičný. Tato jedinečnost je v kriminalistice využívána pro identifikaci osob. Podobné otisky prstů jako člověk má ale například i koala medvídkovitý.

## Historie
K prvním vědcům, kteří začali studovat papilární linie, patřil Jan Evangelista Purkyně. V roce 1840 chirurg Robert Blake Overton poté, co se dozvěděl o vraždě lorda Williama Russella, napsal třístránkový dopis doporučující „zajištění osobních věcí podezřelé osoby, ze kterých lze sejmout otisky prstů, a porovnat je se skvrnami na přikrývkách a polštářích“. Dopis se sice dostal do rukou Scotland Yardu, ale na místě vraždy se žádné otisky prstů nenašly a dopis skončil v archivu bez náležité odezvy. První praktické použití nalezl v roce 1877 v Indii William James Herschel; s jejich pomocí kontroloval, aby osoby pobírající vojenskou penzi peněžní obnos obdržely pouze jednou. V této době také byly používány pro stvrzování oficiálních dokumentů.
Už koncem 19. století tak byl v Anglii zaveden identifikační systém založený na daktyloskopii a otisky prstů byly připuštěny jako důkaz v trestním řízení. Na našem území začal pracovat s touto metodou jako první štábní kapitán Josef Povondra. V roce 1907 založil první četnickou daktyloskopickou sbírku v českých zemích, a od roku 1911 do ní začaly daktyloskopické karty osob zasílat i další četnické stanice mimo Prahu. Ale ještě v roce 1925 musela být průkaznost této metody u nás dokazována. Soudci a někteří policisté nebyli ještě dostatečně seznámeni s touto metodou a nevěřili jí.
Roku 2020 byla publikována možnost určit stáří otisku prstu s rozlišením dne pomocí chemické analýzy.

## Využití
Kriminalistická daktyloskopie je velmi levná a poměrně spolehlivá metoda identifikace osob. Její pomocí se nejen hledají pachatelé, ale i identifikují neznámá těla. Daktyloskopické stopy zanechává člověk díky tomu, že dlaně jsou trvale jemně zpocené a tento pot zůstává na povrchu předmětů, které člověk uchopil, nebo na materiálech, kterých se dotkl nebo přidržel. Taková stopa se pak dá zviditelnit fyzikálními nebo chemickými metodami. Daktyloskopie zkoumá jakékoli změny v průběhu papilárních linií (tzv. markanty). Shoda otisku se potvrdí při shodě 10 až 15 markantů.
Naráží se však i na případy, kdy i daktyloskopie může označit nesprávného člověka, což se stalo například v případě atentátu na vlakové nádraží v Madridu. Částečně špatnou identifikaci omezují čtyři pojistky:
1. Shoda otisků musí být potvrzena dalším hodnotitelem.
2. Hodnotitel musí být spolehlivý a prověřený expert.
3. Pro určení shody je potřeba velký počet identifikačních rysů.
4. Obhájce obžalovaného si může vyžádat dodatečné posouzení shody otisků nezávislým expertem.

Česká daktyloskopická databáze AFIS v současnosti pozůstává přibližně z 600 tisíc osobních karet.

## Postuláty daktyloskopie
Daktyloskopie se opírá o tři zákony, jejichž zjednodušená formulace zní takto:
- na světě neexistují dva jedinci, kteří mají absolutně shodné obrazce papilárních linií,
- obrazce papilárních linií jsou po celý život relativně neměnné,
- obrazce papilárních linií jsou trvale neodstranitelné, pokud není odstraněna zárodečná vrstva pokožky.

## Snímání otisků prstů

### Nábojnice
Donedávna bylo technicky nemožné sejmout otisky prstů z vystřelené nábojnice. Při výstřelu dochází k takovému zvýšení teploty, že se otisk prakticky vypaří. Nová metoda pro zpětnou rekonstrukci otisku vznikla ve spolupráci britských kriminalistů z katedry chemie na Univerzity v Leicesteru a z kriminalistické laboratoře narthamponshirské policie. Princip této techniky vychází z toho, že kov nábojnice v místě dotyku s pokožkou resp. s potem po prudkém ohřevu nepatrně koroduje. Takto vyleptaný otisk lze odstranit pouze zbroušením nebo jinými invazivními prostředky, nikoliv prostým otřením jako u běžných otisků.